# مقاطعة باوه
مقاطعة باوه‌ (بالفارسية: شهرستان پاوه) هي إحدى مقاطعات محافظة كرمانشاه في إيران. كان عدد سكان المقاطعة سنة 2006 حوالي 51,755 نسمة.